# Duqaq
Abu Nasr Schams al-Muluk Duqaq († wohl 1104) war der seldschukische Herrscher von Damaskus von 1095 bis 1104. Er erbte Damaskus und Syrien von seinem Vater, Tutusch I., musste aber nach einer Revolte seines älteren Bruders Radwan das Reich mit ihm teilen. Radwan erhielt den Norden mit Aleppo, Duqaq den Süden mit Damaskus. Bei seinem Tod folgte ihm Tutusch II.
Als die Kreuzfahrer in den Jahren 1097 und 1098 Antiochia belagerten, wurden sie gegen Jahresende 1097 von einer Armee unter Duqaq angegriffen, die nach Norden marschiert war, um Antiochia zu Hilfe zu kommen. Das erste Treffen ging für Duqaq negativ aus, ein Erdbeben am 30. Dezember und ungewöhnlich kaltes und regnerisches Wetter in den folgenden Wochen brachten Duqaq dazu, sich zurückzuziehen und die Kreuzfahrer vorerst nicht weiter zu belästigen.
Auch der zweite Versuch gemeinsam mit Kerboga und Radwan, die Stadt zu befreien, schlug fehl. Als das muslimische Heer vor der Stadt am 5. Juni 1098 aufmarschierte, war sie bereits erobert, die sich anschließende Belagerung der Christen endete mit einer Feldschlacht am 28. Juni, in der die Muslime erneut unterlagen.